# 帕尔瓦诺奥
帕尔瓦诺奥（Parwanoo），是印度喜马偕尔邦Solan县的一个城镇。总人口8609（2001年）。

## 人口
该地2001年总人口8609人，其中男性5270人，女性3339人；0—6岁人口1011人，其中男547人，女464人；识字率72.95%，其中男性为73.97%，女性为71.34%。